# Geode

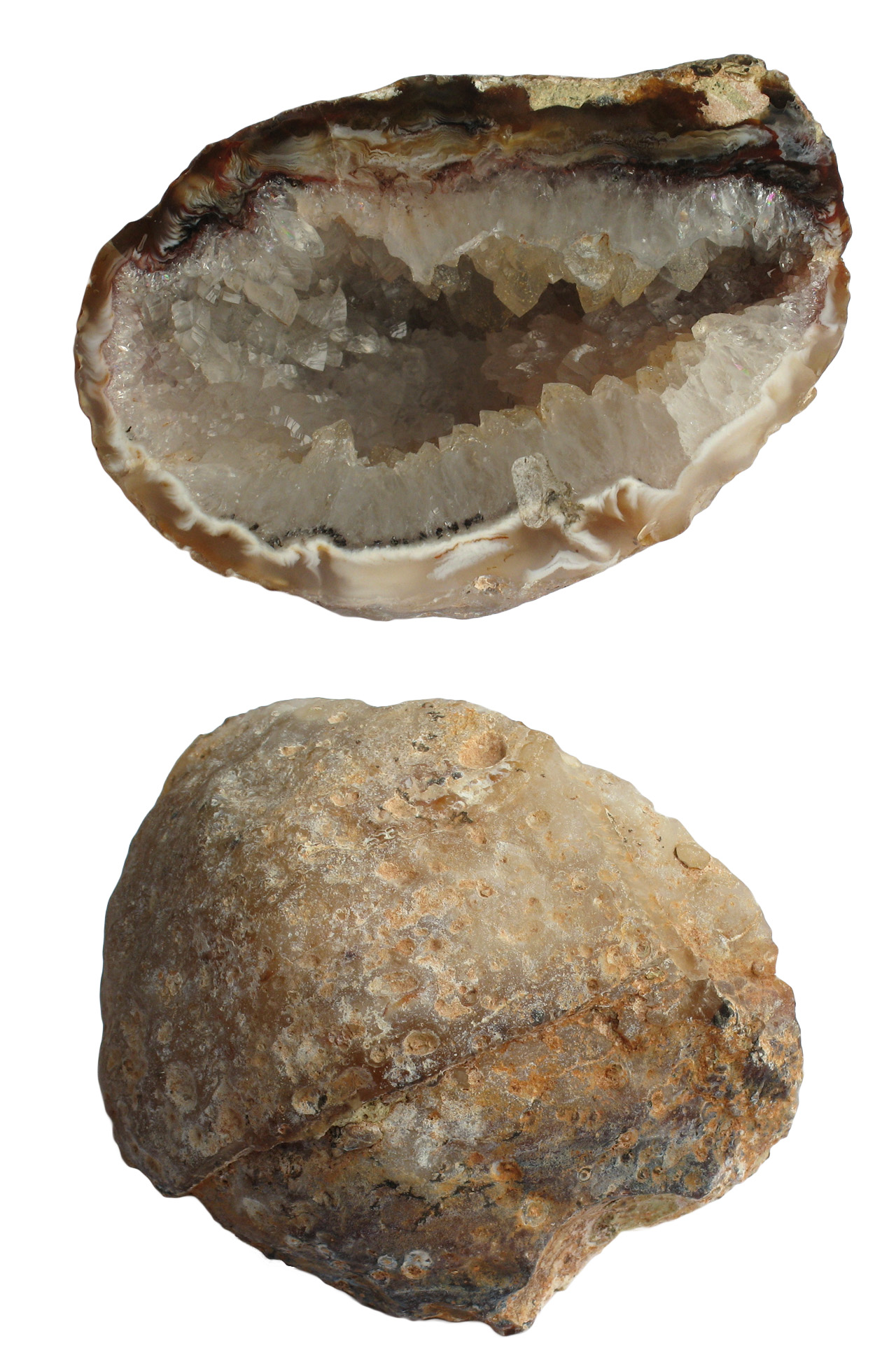
Geode preenchido com quartzo, mostrado de dentro (em cima) e fora (em baixo)

Um geode ou geodo (em grego clássico: γεώδης (geṓdēs) 'semelhante à terra') é uma formação geológica secundária dentro de rochas sedimentares e vulcânicas. Os geodos são rochas ocas, vagamente esféricas, nas quais massas de matéria mineral (que podem incluir cristais) estão isoladas. Os cristais são formados pelo preenchimento de vesículas em rochas vulcânicas e subvulcânicas por minerais depositados a partir de fluidos hidrotermais; ou pelo dissolução de concreções singenéticas e preenchimento parcial pelo mesmo ou outros minerais precipitados da água, águas subterrâneas ou fluidos hidrotermais.

## Formação
Os geodos podem se formar em qualquer cavidade, mas o termo geralmente é reservado para formações mais ou menos arredondadas em rochas ígneas e sedimentares. Podem formar-se em bolhas de gás em rochas ígneas, como vesículas em lava basáltica; ou, como no meio-oeste americano, em cavidades arredondadas em formações sedimentares. Depois que a rocha ao redor da cavidade endurece, os silicatos e/ou carbonatos dissolvidos são depositados na superfície interna. Com o tempo, essa alimentação lenta de constituintes minerais de águas subterrâneas ou soluções hidrotermais permite que os cristais se formem dentro da câmara oca. O leito rochoso que contém geodos eventualmente sofre intemperismo e se decompõe, deixando-os presentes na superfície se forem compostos de material resistente, como o quartzo.
Em raros casos, os geodos podem apresentar água aprisionada em seu interior, recebendo então a denominação de geodo ênidro.

## Coloração

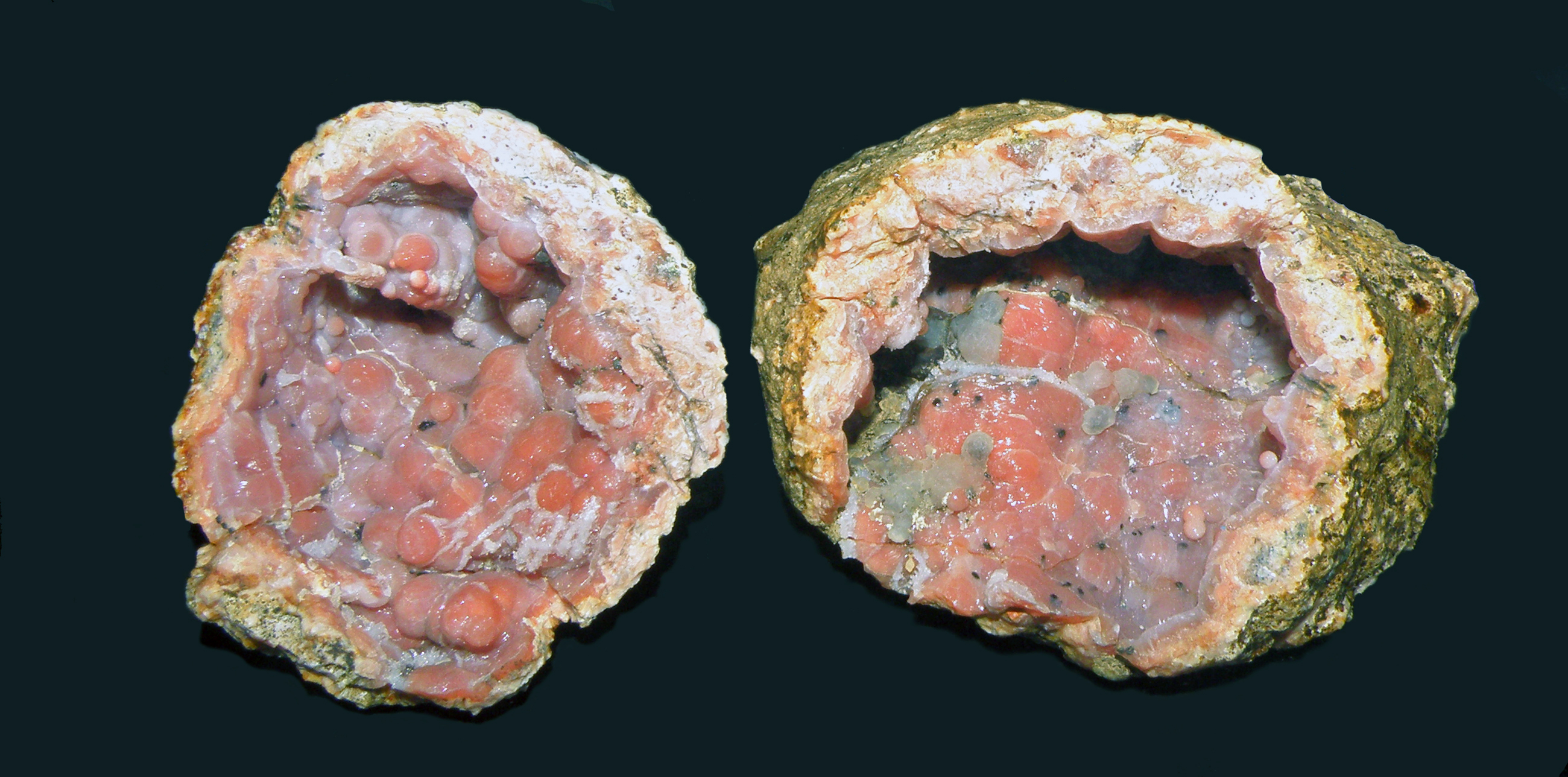
Geodos de calcedônia avermelhada

As bandas e a coloração do geodo são o resultado de impurezas variáveis. Os óxidos de ferro conferem tons de ferrugem a soluções siliciosas, como o quartzo manchado de ferro comumente observado. A maioria dos geodos contém cristais de quartzo claros, enquanto outros têm cristais de ametista roxa. Outros ainda podem ter bandas de ágata, calcedônia ou jaspe ou cristais como calcita, dolomita, celestita etc. Não há uma maneira fácil de dizer o que o interior de um geodo contém até que seja aberto ou quebrado. No entanto, os geodos de uma determinada área geralmente são semelhantes na aparência.
Geodos e fatias de geodos às vezes são tingidos com cores artificiais. Amostras de geodos com cores incomuns ou formações altamente improváveis geralmente foram alteradas sinteticamente.

## Ocorrência
Os geodos são encontrados onde a geologia é adequada, com muitos dos disponíveis comercialmente vindos do Brasil, Uruguai, Namíbia e México. Grandes geodos revestidos de ametista são uma característica dos basaltos das armadilhas Paraná e Etendeka encontradas no Brasil, Uruguai e Namíbia. Os geodos são comuns em algumas formações nos Estados Unidos (principalmente em Indiana, Iowa, Missouri, oeste de Illinois, Kentucky e Utah). Em Oregon, eles são chamados de thundereggs (que normalmente são completamente preenchidos) e são o Oregon State Rock. Os geodos também são abundantes em Mendip Hills em Somerset, Inglaterra, onde são conhecidos localmente como "potatoes stones".

## Cavernas de cristal

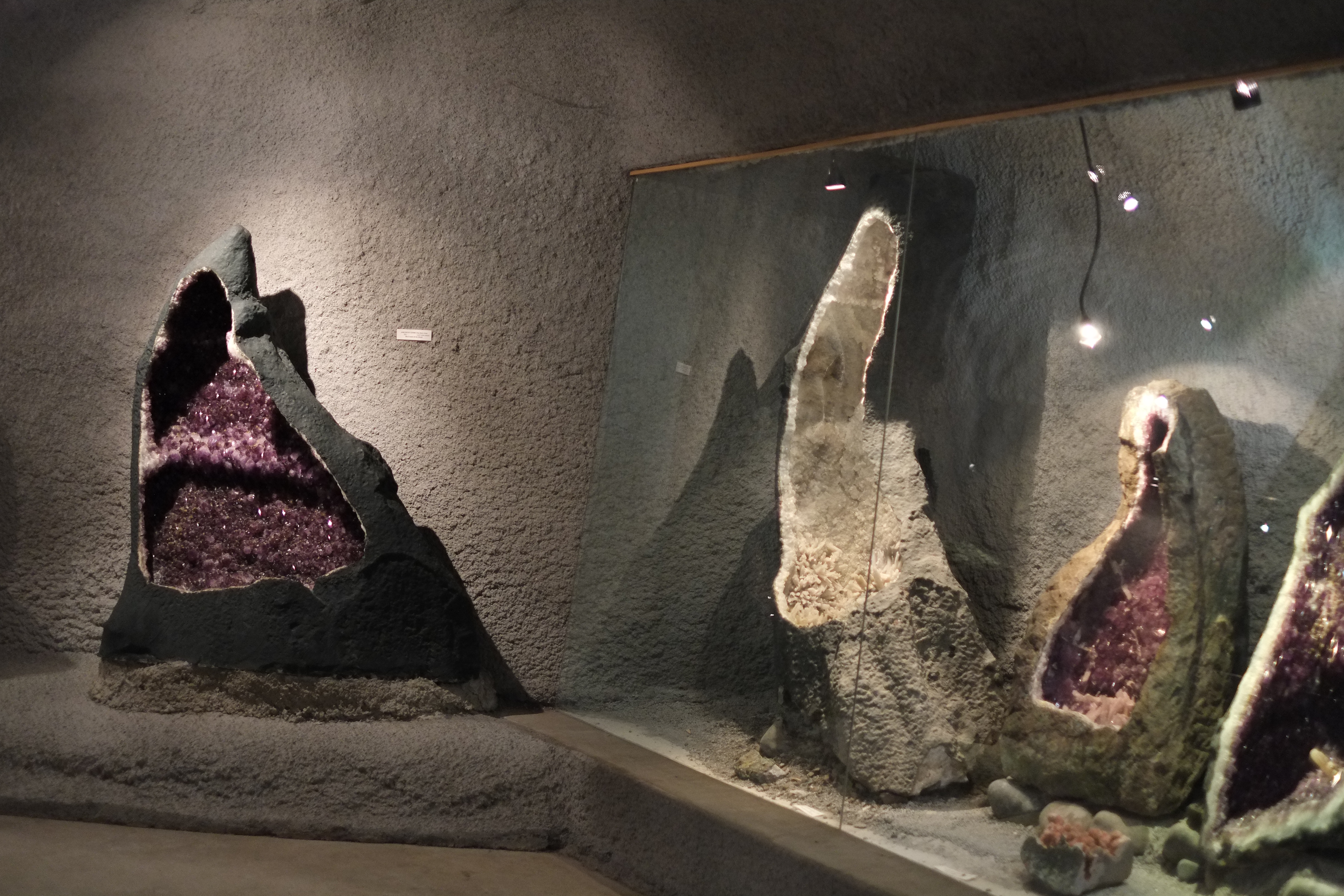
Ametista muito grande e geodos de quartzo regulares

''Caverna de cristal' é um termo informal para qualquer grande geodo revestido de cristal e também usado para locais geopatrimoniais específicos, como a Caverna de Cristal de Ohio, descoberta em 1887 na Vinícola Heineman em Put-In-Bay, Ohio, a Caverna dos Cristais do México, e o Geodo de Pulpi, descoberto em 1999 na Espanha. Em 1999, um grupo de mineralogistas descobriu uma caverna cheia de cristais gigantes de selenita (gesso) em uma mina de prata abandonada, Mina Rica, perto de Pulpi, província de Almeria, Espanha..A cavidade, que media 8,0 por 1,8 por 1,7 metros (26,2 pés × 5,9 pés × 5,6 pés), era, na época, a maior caverna de cristal já encontrada. Após sua descoberta, a entrada da caverna foi bloqueada por cinco toneladas de rocha, com presença policial adicional para evitar saqueadores. No verão de 2019, a caverna, um importante recurso de geoturismo e agora chamada de 'Geoda de Pulpi', foi inaugurada como atração turística, permitindo que pequenos grupos (máximo de doze pessoas) visitassem as cavernas com um guia turístico.